# Абазашта
«Абазашта» — общественно-политическая газета Карачаево-Черкесской Республики на абазинском языке. Учредители — Народное собрание и правительство Карачаево-Черкесии. Выходит 2 раза в неделю на 4 полосах. Тираж — 3850 экземпляров.
В газете освещаются общественные, экономические и политические аспекты жизни Карачаево-Черкесии. Публикуются материалы по языку и культуре абазин.

## История
С 5 мая 1933 года в газете «Черкес плъыжь» (с черкесского — «Красная Черкесия»), первоначально выпускавшейся на черкесском языке, постоянно публиковались страница на абазинском языке.
23 июля 1938 года начала выходить самостоятельная газета на абазинском языке «Черкес къапщ» (с абазинского — «Красная Черкесия»). Выход газеты прервался в августе 1942 года в связи с немецкой оккупацией Черкесии и был возобновлён в ноябре 1945 года под редакцией Хамида Жирова.
Газета сыграла большую роль в становлении и развитии абазинской литературы и литературного языка, в публикации абазинского фольклора. В последующие годы она неоднократно меняла название:
- с 1954 года — «Социалистическа Черкесия»,
- с 1957 года — «Коммунизм алашара» (с абазинского — «Свет коммунизма»),
- с 1991 года — «Абазашта»[3].

С апреля 1957 года в газете работал абазинский писатель и поэт Б. Х. Тхайцухов.